# Olympische Winterspiele 2002/Eisschnelllauf – 3000 m (Frauen)
Die 3000 m im Eisschnelllauf der Frauen bei den Olympischen Winterspielen 2002 wurden am 10. Februar 2002 im Utah Olympic Oval ausgetragen. Olympiasiegerin wurde Claudia Pechstein aus Deutschland mit einer Weltrekordzeit von 3:57,70 Minuten. Die Silbermedaille gewann Renate Groenewold aus den Niederlanden und Bronze ging an Cindy Klassen aus Kanada.

## Bestehende Rekorde
| Weltrekord         | Claudia Pechstein ( Deutschland)        | 3:59,26 min | Calgary | 2. März 2001     |
| Olympischer Rekord | Gunda Niemann-Stirnemann ( Deutschland) | 4:07,29 min | Nagano  | 11. Februar 1998 |

## Ergebnisse
| Rang | Paar | Bahn | Athletin                   | Nation              | Zeit (min) |
| ---- | ---- | ---- | -------------------------- | ------------------- | ---------- |
| 001  | 15   | I    | Claudia Pechstein          | Deutschland         | 3:57,70    |
| 002  | 16   | I    | Renate Groenewold          | Niederlande         | 3:58,94    |
| 003  | 15   | A    | Cindy Klassen              | Kanada              | 3:58,97    |
| 004  | 13   | A    | Anni Friesinger            | Deutschland         | 3:59,39    |
| 005  | 14   | A    | Tonny de Jong              | Niederlande         | 4:00,49    |
| 006  | 14   | I    | Maki Tabata                | Japan               | 4:03,63    |
| 007  | 13   | I    | Jennifer Rodriguez         | Vereinigte Staaten  | 4:04,99    |
| 008  | 10   | I    | Kristina Groves            | Kanada              | 4:06,44    |
| 009  | 6    | I    | Emese Hunyady              | Österreich          | 4:06,55    |
| 010  | 7    | A    | Clara Hughes               | Kanada              | 4:06,57    |
| 011  | 10   | A    | Gretha Smit                | Niederlande         | 4:07,41    |
| 012  | 7    | I    | Daniela Anschütz           | Deutschland         | 4:07,55    |
| 013  | 8    | I    | Catherine Raney            | Vereinigte Staaten  | 4:07,59    |
| 014  | 9    | I    | Warwara Baryschewa         | Russland            | 4:08,02    |
| 015  | 16   | A    | Tatjana Trapesnikowa       | Russland            | 4:08,49    |
| 016  | 5    | A    | Ljudmila Prokaschowa       | Kasachstan          | 4:09,74    |
| 017  | 12   | A    | Walentina Jakschina        | Russland            | 4:11,48    |
| 018  | 11   | I    | Nami Nemoto                | Japan               | 4:11,92    |
| 019  | 12   | I    | Eriko Seo                  | Japan               | 4:12,33    |
| 020  | 9    | A    | Gao Yang                   | Volksrepublik China | 4:12,39    |
| 021  | 3    | I    | Annie Driscoll             | Vereinigte Staaten  | 4:15,61    |
| 022  | 8    | A    | Nicola Mayr                | Italien             | 4:15,79    |
| 023  | 1    | A    | Zhang Xiaolei              | Volksrepublik China | 4:16,53    |
| 024  | 6    | A    | Andrea Jakab               | Rumänien            | 4:17,03    |
| 025  | 4    | A    | Baek Eun-bi                | Südkorea            | 4:18,15    |
| 026  | 11   | A    | Katarzyna Wójcicka         | Polen               | 4:19,10    |
| 027  | 2    | I    | Marina Pupina              | Kasachstan          | 4:20,04    |
| 028  | 3    | A    | Anschelika Gawrilowa       | Kasachstan          | 4:20,36    |
| 029  | 1    | I    | Daniela Oltean             | Rumänien            | 4:21,73    |
| 030  | 4    | I    | Ilonda Lūse                | Lettland            | 4:23,13    |
| 031  | 2    | A    | Olena Mjahkych             | Ukraine             | 4:24,64    |
| 032  | 5    | I    | Swjatlana Tschajepelnikowa | Belarus             | 4:24,96    |